# Гизис, Николай Лазаревич
Николай Лазаревич Гизис (1916—1987) — участник Великой Отечественной войны, полный кавалер ордена Славы, командир отделения разведки 224-го миномётного полка (11-я миномётная бригада, 12-я артиллерийская дивизия прорыва РВГК, 1-й Белорусский фронт), старший сержант.

## Биография
Родился в семье рабочего. Еврей. Член КПСС с 1944 г. Окончил 7 классов. Был рабочим. В Красной Армии с 1937 г.
На фронте в Великую Отечественную войну с июня 1941 г. Командир отделения разведки 224-го минометного полка (11-я минометная бригада, 12-я артиллерийская дивизия прорыва РВГК, 4-й артиллерийский корпус, 69-я армия, 1-й Белорусский фронт) сержант Гизис в августе 1944 г. с подчиненными, переправившись через р. Висла (юго-западнее г. Пулавы, Польша), засек огневые точки противника и передал их координаты на КП дивизиона. Были уничтожены минометная батарея, 3 станковых пулемета и подавлен огонь минометные батареи. 17.08.1944 г. награждён орденом Славы 3 степени.
14.02.1945 г. в бою за сильно укрепленный опорный пункт противника в районе г. Познань (Польша), ведя непрерывную разведку, старший сержант Гизис обнаружил огневые точки. По переданным им координатам минометным огнём выведены из строя 2 ручных пулемета, 2 гранатомета, 75-мм орудие. Гизис гранатой подорвал пулемет. 25.03.1945 г. награждён орденом Славы 2 степени.
16.4.1945 г. в районе г. Лебус (7 км севернее г. Франкфурт-на-Одере, Германия) по разведданным Гизис минометным огнём полка было уничтожено вместе с прислугой 6 пулеметов, противотанковое орудие. Будучи раненым, продолжал выполнять боевую задачу. 15.5.1946 г. награждён орденом Славы 1 степени.
В 1945 г. демобилизован. Жил в г. Хмельницкий. Работал заместителем директора парка культуры.

## Награды
Награждён орденом Отечественной войны 1-й степени (11.03.1985), орденами Славы 1-й (15.05.1946), 2-й (25.03.1945) и 3-й (17.08.1944) степени, медалями, в том числе «За отвагу» (1943).